# Enfärgad myrsmyg
Enfärgad myrsmyg (Myrmotherula unicolor) är en fågel i familjen myrfåglar inom ordningen tättingar.

## Utseende och läte
Enfärgad myrsmyg är en liten (9,5 cm) och som namnet avslöjar enfärgad myrsmyg. Hanen är helgrå, undertill något ljusare, de flesta individer med en liten svartaktig strupfläck. Honan är gulbrun ovan, olivbeige under med vitaktig strupe. Stjärten är rostfärgad. Hanens sång är en kort, ljus och sorgsam vissling, "eeeeeee". Bland kontaktlätena hörs raspiga "plee-e".

## Utbredning och systematik
Fågeln förekommer enbart i sydöstra Brasilien (norra Rio de Janeiro till nordligaste Rio Grande do Sul). Den behandlas som monotypisk, det vill säga att den inte delas in i några underarter.

## Status och hot
Arten har ett stort utbredningsområde, men tros minska i antal, dock inte tillräckligt kraftigt för att den ska betraktas som hotad. Internationella naturvårdsunionen IUCN listar arten som livskraftig (LC).